# کسران
کسران یک روستا در ایران است که در دهستان چورزق واقع شده‌است. کسران ۲۲۴ نفر جمعیت دارد.